# Сазерленд, Айван
А́йван Карл Са́зерленд (англ. Ivan Carl Sutherland; род. 15 сентября 1950, Бленем) — новозеландский гребец, выступавший за сборную Новой Зеландии по академической гребле во второй половине 1970-х годов. Бронзовый призёр летних Олимпийских игр в Монреале, обладатель серебряной и бронзовой медалей чемпионатов мира, победитель и призёр многих регат национального значения. Также известен как спортивный функционер и виноградарь.

## Биография
Айван Сазерленд родился 15 сентября 1950 года в городе Бленем, Новая Зеландия. Происходит из спортивной семьи, его старшие братья Алан и Рэй были достаточно известными регбистами.
Занимался академической греблей в Крайстчерче, проходил подготовку в местном клубе Avon Rowing Club.
Наивысшего успеха в своей спортивной карьере добился в сезоне 1976 года, когда вошёл в основной состав новозеландской национальной сборной и благодаря череде удачных выступлений удостоился права защищать честь страны на летних Олимпийских играх в Монреале. В программе распашных рулевых восьмёрок финишировал в главном финале третьим позади команд из Восточной Германии и Великобритании — тем самым завоевал бронзовую олимпийскую медаль.
После монреальской Олимпиады Сазерленд остался в составе гребной команды Новой Зеландии на ещё один олимпийский цикл и продолжил принимать участие в крупнейших международных регатах. Так, в 1977 году он побывал на чемпионате мира в Амстердаме, откуда привёз награду серебряного достоинства, выигранную в безрульных четвёрках.
В 1978 году в восьмёрках стал бронзовым призёром на мировом первенстве в Карапиро.
Рассматривался в качестве кандидата на участие в Олимпийских играх 1980 года в Москве, где так же должен был выступать в восьмёрках, однако Новая Зеландия вместе с несколькими другими западными странами бойкотировала эти соревнования по политическим причинам.
Завершив спортивную карьеру, проявил себя как тренер и спортивный функционер, был менеджером новозеландской гребной сборной на Олимпийских играх 1988 года в Сеуле и 1992 года в Барселоне. Входил в совет Федерации гребного спорта Новой Зеландии, где в 1987—1996 годах отвечал за национальный отбор спортсменов. Долгое время являлся важной фигурой в гребном клубе «Вайрау». Помимо этого, добился определённых успехов в бизнесе, занимал руководящие посты в винодельческой компании Cloudy Bay Vineyards, работающей в регионе Марлборо.
За выдающиеся успехи в гребле и виноградарстве в 2011 году был награждён Орденом Заслуг.